# Lycée de Sillac
Le Lycée des Métiers du Bâtiment de Sillac, à Angoulême en Charente, est un lycée professionnel ancien construit sur le quartier de Sillac, sis au 342 route de Bordeaux. Son emblème est représenté par son Observatoire, aujourd'hui fermé, placé au cœur de la cour principale. Ses locaux connaissent une profonde rénovation en cours depuis 2009.

## Histoire
Cet établissement est assez ancien puisqu'il a été ouvert en tant que Collège National Technique et Moderne de Sillac en 1885. C'était à la fois une École normale de garçons, une École Primaire Supérieure et une École Pratique de Commerce et d’Industrie. Ce collège était en fait le premier établissement technique de l'Académie de Poitiers.
Durant la Première Guerre mondiale, le collège fut transformé temporairement en un hôpital. Durant la Seconde Guerre mondiale, les troupes allemandes y établirent une caserne en 1944.
Dès 1945, le collège fut transformé en Lycée technique et on déplaça l'École Normale dans un nouveau bâtiment voisin. On y proposait alors le Bac série E et série F. Au cours du temps, de nombreux préfabriqués furent construits qui devinrent pléthoriques, ce qui motiva la construction d'un nouveau Lycée sur le quartier limitrophe de Ma Campagne qui devint le Lycée Technique Régional Charles Coulomb.
L'année 1971 voit l'ouverture du Lycée Professionnel qui proposait au début les CAP menuisier, serrurier, chauffagiste, plombier, peintre et électricien, chaudronniers (transférés au LP "Jean Caillaux" de Ruelle) et des CAP mécanique auto (transférés au LP "Jean-Albert Grégoire" de Soyaux). 
Peu à peu, le Lycée se spécialisa dans l'habitat et le bâtiment. Il accueille, en moyenne, près de 350 élèves dont une grande proportion de garçons, et près de 40 enseignants. Actuellement, il propose des formations de CAP, Bac pro 3 ans, BTS et Greta sur la menuiserie, la métallerie, le façonnage des vitres et de l'aluminium, l'architecture et la topographie, l'énergie thermique et froid et climatisation.
En 2010, le Lycée postule pour être éligible en tant que Lycée des métiers, label qu'il acquiert en 2011[réf. nécessaire].

## Classement du lycée
En 2015, le lycée se classe 11e sur 12 au niveau départemental quant à la qualité d'enseignement, et 1805e au niveau national. Le classement s'établit sur trois critères : le taux de réussite au bac, la proportion d'élèves de première qui obtient le baccalauréat en ayant fait les deux dernières années de leur scolarité dans l'établissement, et la valeur ajoutée (calculée à partir de l'origine sociale des élèves, de leur âge et de leurs résultats au diplôme national du brevet). En 2017, il se hisse au 7e rang sur 12 au niveau départemental[réf. nécessaire].